# Cape Barne
Cape Barne är en udde i Antarktis. Den ligger i Östantarktis. Nya Zeeland gör anspråk på området.
Terrängen inåt land är kuperad. Havet är nära Barne åt sydväst. Trakten är obefolkad. Det finns inga samhällen i närheten. 